# Trithemis kalula
Trithemis kalula – gatunek ważki z rodziny ważkowatych (Libellulidae).